# Gió Mistral

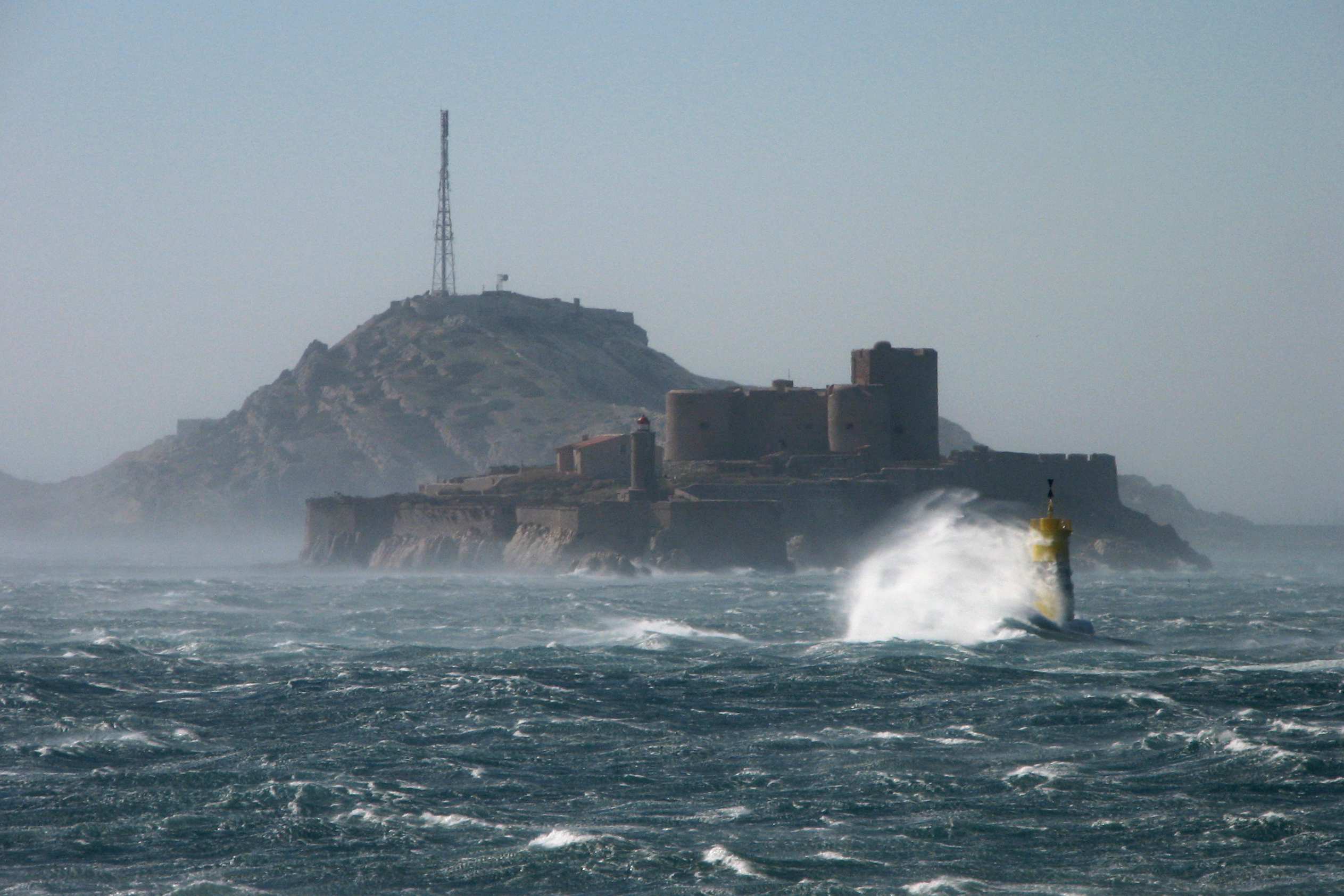
Gió Mistral thổi ở Marseille gần lâu đài Château d'If

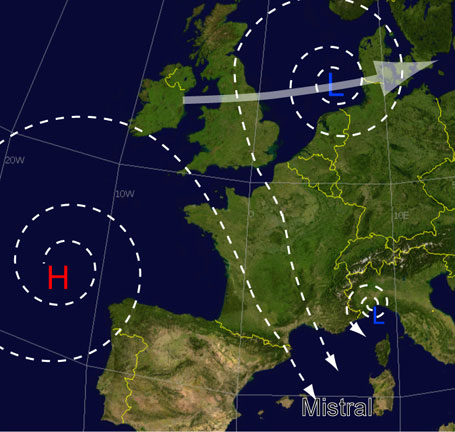
Hình ảnh mô tả điều kiện khí hậu gây nên gió Mistral.

Gió Mistral (mistrau theo tiếng Provençal, mistral theo tiếng của vùng Languedocien, mestral theo tiếng Catalan, maestrale theo tiếng Corse) ở Pháp là loại gió lạnh và khô, thổi hầu hết vào các mùa trong năm, nhưng mạnh nhất là vào mùa đông và mùa xuân. Chúng thổi từ phía Tây Bắc hoặc phía Bắc của lục địa Châu Âu dọc theo thung lũng sông Rhône xuống Địa Trung Hải. Gió này cũng anh hưởng đến vùng Sardina của Italia.
Gió Mistral thường xuất hiện cùng với thời tiết quang đãng và nắng và nó có vai trò quan trọng trong việc tạo ra đặc trưng khí hậu của vùng Provence, phía nam nước Pháp. Nó có thể thổi với vận tốc đến 90 km/h đặc biệt ở vùng thung lũng dọc sông Rhône.

## Nguyên nhân gây ra gió Mistral
Gió Mistral gây ra do sự chênh lệch áp suất giữa vùng không khí lạnh áp cao ở Đại Tây Dương và Tây Nam châu Âu với vùng áp thấp ở vịnh Lion và vịnh Genoa ở Địa Trung Hải. Khí áp cao thổi xuống phía Nam dọc theo thung lũng sông Rhône dạng hình phễu giữa hai dãy núi Alps và Massif Central.

## Ảnh hưởng của gió Mistral
Mistral là loại gió khô nên khi nó thổi qua tạo nên bầu không khí khô ráo và trời quang đãng. Gió Mistral cũng là nguyên nhân gây nên thời gian có ánh sáng mặt trời trong năm đạt từ 2700-2900 giờ/năm ở vùng Provence.
Gió Mistral được xem như là loại gió mang đến điều kiện tốt cho sức khỏe, do là gió khô nên chúng thổi và cuốn đi những lớp bụi ô nhiễm phía bên dưới tạo nên bầu không khí trong lành.
Chúng cũng là nguyên nhân gây nên hiện tượng nước biển ở các bãi tắm ở vùng Provence ven biển Địa Trung Hải của Pháp luôn lạnh kể cả vào mùa hè. Điều này được giải thích là do lớp nhiệt ấm phía trên bề mặt của nước biển đã bị gió Mistral thổi đi và thay vào đó là lớp nhiệt lạnh hơn ở phía dưới.

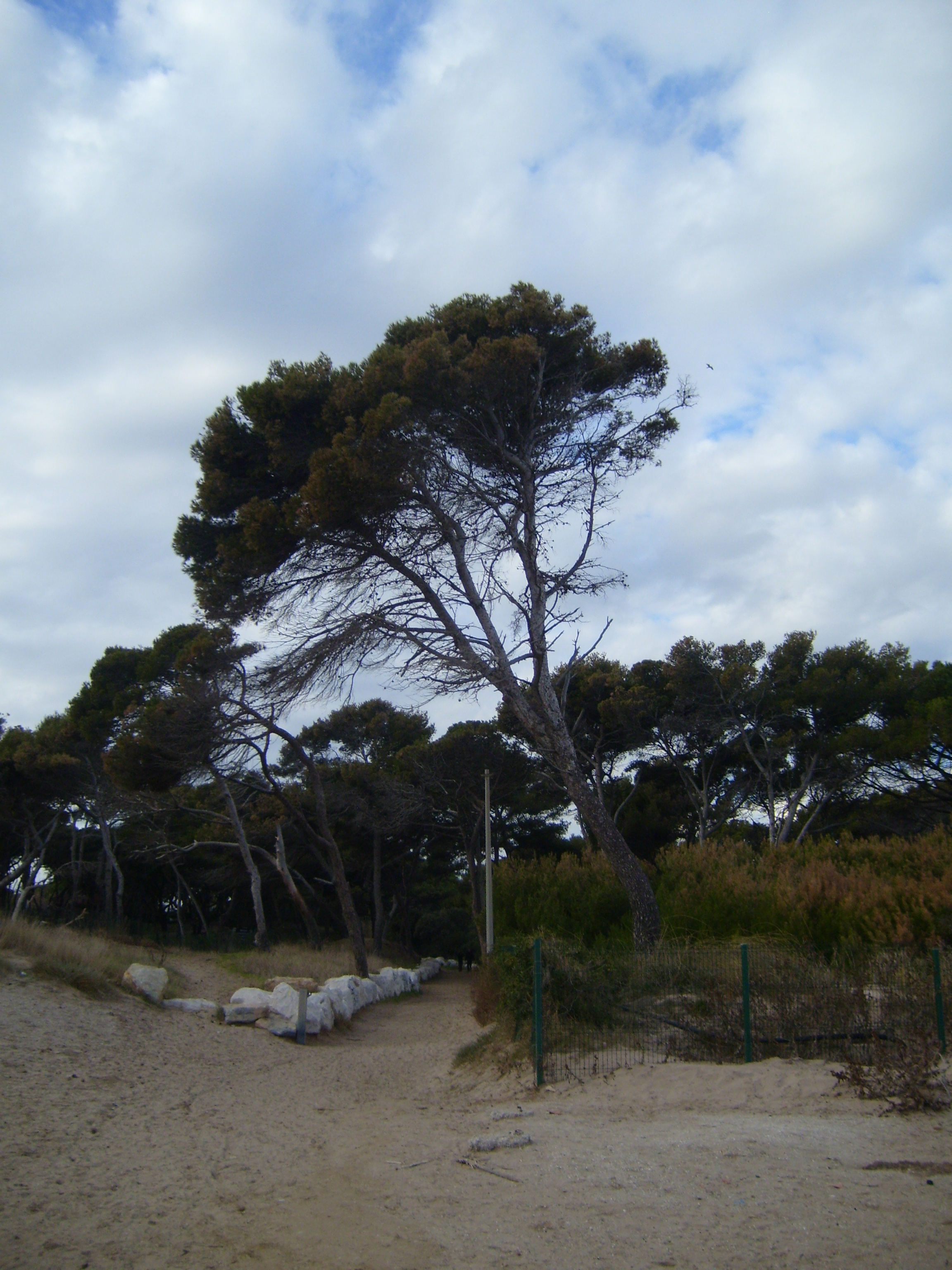
Những cây thông ở gần Hyères, có xu hướng ngả về phía Nam do ảnh hưởng của gió Mistral
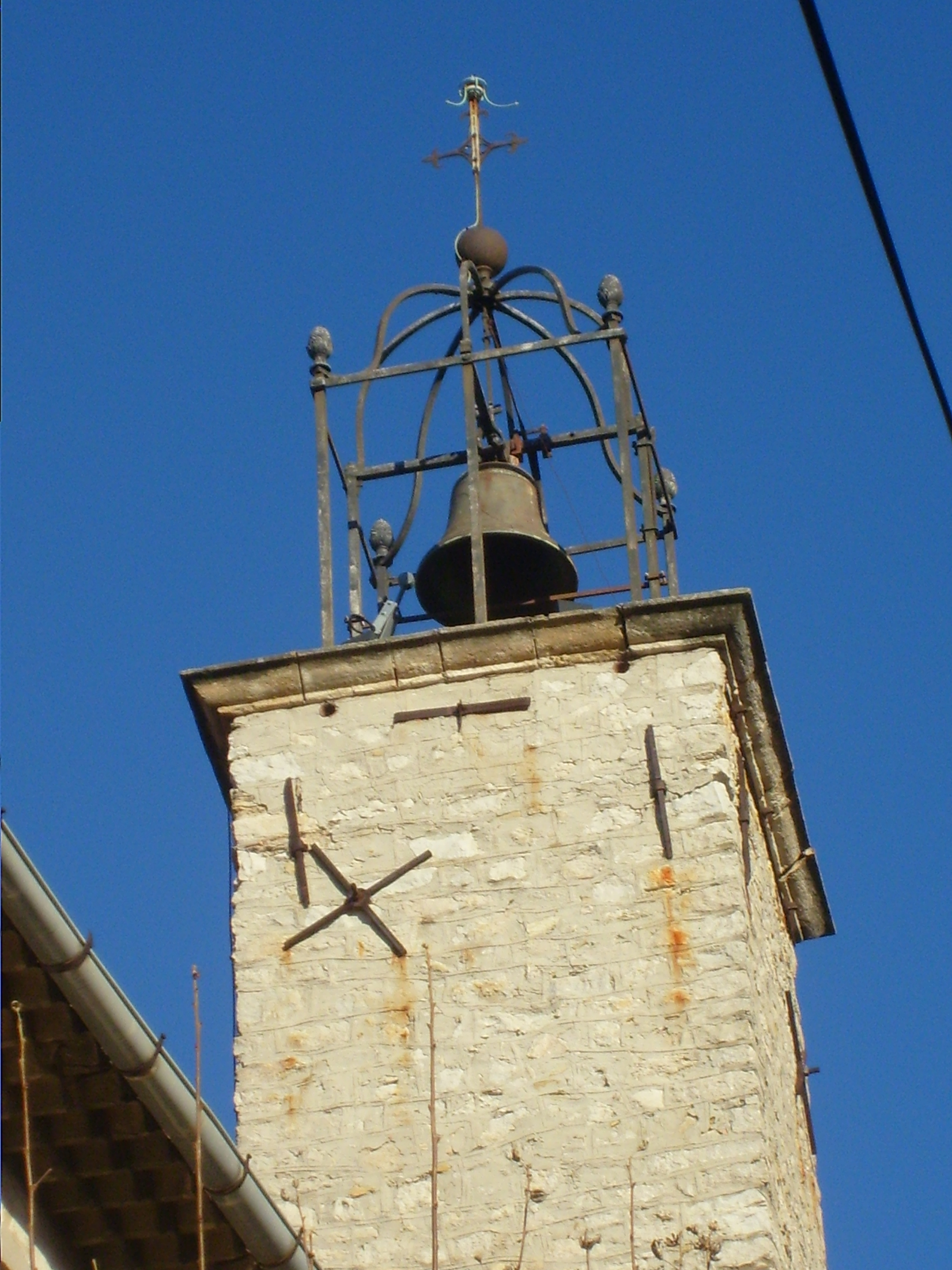
Tháp chuông của nhà thờ ở làng La Cadière-d'Azur được mở để cho gió Mistral thổi qua.
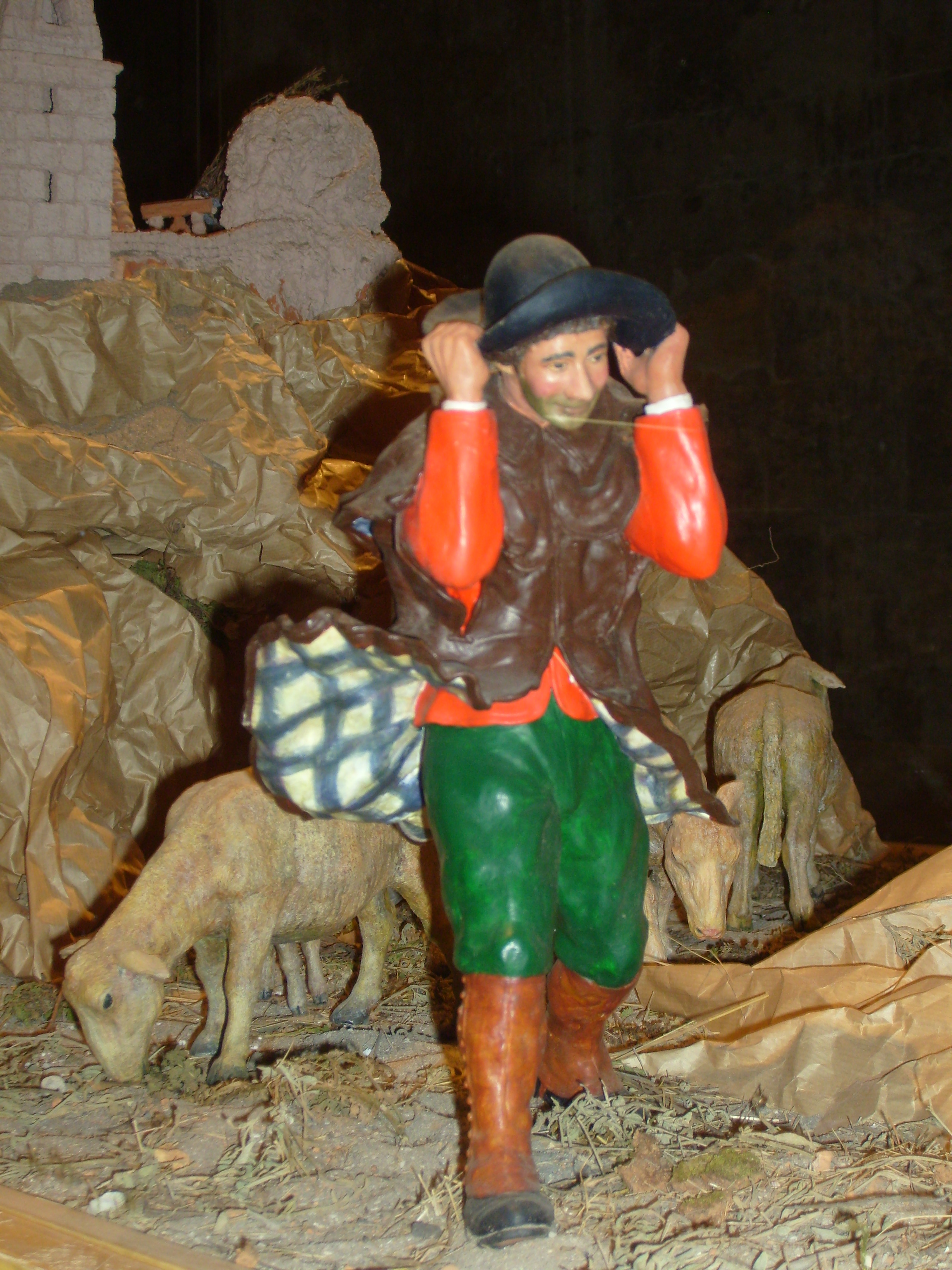
Một người chăn cừu địa phương ở Arles trước cơn gió Mistral